# Natural (album Orange Range)
Иatural − trzeci album japońskiej grupy muzycznej Orange Range, wydany 12 października 2005. Pochodzą z niego single "* ~Asterisk~", "Love Parade", "Onegai! Señorita" oraz "Kizuna".
"* ~Asterisk~" wykorzystany został jako opening w anime Bleach, natomiast "Kirikirimai ~Fantastic Four Remix~" (remiks utworu z płyty 1st Contact) znalazł się na oficjalnym soundtracku do filmu Fantastyczna Czwórka.

## Lista utworów
1. "Yumekaze"
2. "Yumejin" (jap. 夢人)
3. "Onegai! Señorita" (jap. お願い!セニョリータ Onegai! Senyorīta)
4. "Winter Winner"
5. "Crazy Band"
6. "Ame" (jap. 雨)
7. "God69"
8. "Hysteric Taxi"
9. "Pe Nyom Pong"
10. "Sakazuki Jammer" (jap. 盃 Jammer)
11. "* ~Asterisk~" (jap. ＊〜アスタリスク〜 * ~Asutarisuku~)
12. "Sunrise"
13. "U Topia"
14. "Between"
15. "Re-Cycle"
16. "Kizuna" (jap. キズナ)
17. "Love Parade" (jap. ラヴ・パレード Ravu Parēdo)
18. "Иatural Pop"
19. "Kirikirimai ~Fantastic Four Remix~"